# Diplophlyctis nephrochytrioides
Diplophlyctis nephrochytrioides är en svampart som beskrevs av Karling 1968. Diplophlyctis nephrochytrioides ingår i släktet Diplophlyctis och familjen Endochytriaceae.   Inga underarter finns listade i Catalogue of Life.